# Moraleja (kommunhuvudort)
Moraleja är en kommunhuvudort i Spanien.   Den ligger i provinsen Provincia de Cáceres och regionen Extremadura, i den centrala delen av landet, 250 km väster om huvudstaden Madrid. Moraleja ligger 262 meter över havet och antalet invånare är 7 995.
Terrängen runt Moraleja är huvudsakligen platt, men åt nordväst är den kuperad. Runt Moraleja är det ganska glesbefolkat, med 47 invånare per kvadratkilometer. Närmaste större samhälle är Coria, 14,0 km sydost om Moraleja. Trakten runt Moraleja består till största delen av jordbruksmark.